# 2+1
2+1（トゥー・プラス・ワン。英語ではTwo Plus One、ロシア語ではДва + один）は、ロシアの音楽ユニットである。

## メンバー
- Andrey
- Leo
- Vera
- Vladimir

## ディスコグラフィ
- Summer Rain in Paris

## ライブ
日本では2007年10月20日に原宿クエストホールにてOrigaと共演した。